# JL Family Ranch: el regalo de bodas
JL Family Ranch: el regalo de bodas (título original: JL Family Ranch: The Wedding Gift) es un telefilme estadounidense de wéstern y familiar de 2020, dirigido por Sean McNamara, escrito por Steven Paul y Mark Hefti, musicalizado por John Coda, en la fotografía estuvieron Sean Patrick Fahey y R. Michael Givens, los protagonistas son Jon Voight, James Caan y Teri Polo, entre otros. Este largometraje fue producido por Haunted Doll Company y se estrenó el 27 de septiembre de 2020.

## Sinopsis
Henry le pide a su amada que se case con él, parece que Rebecca tendrá su momento más deseado, hasta que su hija invite a una persona de su pasado al rancho, y eso transforme a los Peterson y a los Landsburg de por vida.